# 박성준 (1984년)
박성준(朴成峻, 1984년 10월 28일 ~ )은 대한민국의 전직 스타크래프트 프로게이머이자 현 프로게임단 감독으로 현재 SGA 인천의 총괄 감독을 맡고 있으며 선수 시절 KT.MGW)ZergMaN라는 아이디를 사용했으며 종족은 저그였다. T1에서 프로게이머 활동을 했었던 박재혁과는 형제관계이며 MBC게임 히어로, T1, SouL에서 활동했던 박성준과 동명이인이기도 하다.

## 선수 시절
2001년 화승 OZ 입단을 통해 프로에 입문한 후 2005년 3월 화승에서 Gen.G로 이적하여 3년간 활동했다. 특히 SKY 프로리그 2005 후기리그에서 당시 에이스결정전 9연승을 달리고 있던 KT 롤스터의 강민을 상대로 강민의 에이스결정전 10연승을 저지시키기도 했다. 2008년 3월 25일 은퇴를 공식적으로 발표했고 이후 공군의 e스포츠병에 지원하여 공군 ACE에 입대하고자 했으나 프로게이머를 그만둔 상태였기 때문에 탈락하였다.

## 은퇴 이후
아프리카TV에서 해설가로 활동했다가 2014년 9월 군대에 입대하여 약 3년간 군 복무를 지낸 박 감독은 군 복무를 마친 뒤 2017년 1월 16일 리그 오브 레전드 프로게임단 고엔고 프린스의 사령탑을 맡으면서 은퇴한지 무려 9년만에 e스포츠계로 복귀했다. 이후 2018년 1월 일본의 명문 프로게임단인 데토네이션 포커스미의 감독으로 부임하며 팀의 LJL 스프링 2018 준우승을 이끌었고 같은 해 5월 15일 프레딧 브리온의 감독으로 선임되면서 한국으로 돌아왔다. 그러나 팀은 챌린저스 코리아 2019 스프링 시즌 4위, 2019 서머 시즌 3위라는 나쁘지 않은 성적을 거두었지만 플레이오프에서 각각 VSG와 고엔고 프린스에게 발목이 잡혀 LCK 승강전 진출에 연달아 실패하면서 2019년 11월 프레딧 브리온과의 계약이 해지됐으며 이후 2020년 9월 7일 SGA e스포츠의 총괄 감독으로 선임되었다.

## 수상 경력

### 선수
- 2001년 6월 게임벅스 2회 대회 3위
- 2003년 7월 경남신문배 스타크래프트 대회 2위
- 2004년 11월 Sky Life배 Game TV 신인왕전 3위
- 2005년 8월 So1 스타리그 16강
- 2005년 12월 신한은행 스타리그 2005 16강
- 2006년 6월 신한은행 스타리그 시즌1 8강
- 2006년 8월 신한은행 스타리그 시즌2 8강
- 2007년 1월 신한은행 스타리그 시즌3 8강
- 2014년 1월 픽스 9차 소닉 스타리그 32강

### 지도자
- 리그 오브 레전드 재팬 리그 스프링 2018 준우승
- 리그 오브 레전드 챌린저스 코리아 스프링 2019 4위
- 리그 오브 레전드 챌린저스 코리아 서머 2019 3위